# متحف دي يونغ
متحف دي يونغ هو متحف فنون جميلة يقع في سان فرانسيسكو، كاليفورنيا. تم افتتاحه في 1895.